# 2005年热带风暴阿尔法
热带风暴阿尔法（英語：Tropical Storm Alpha）是2005年大西洋飓风季第23场获得命名的风暴。由于用来给风暴命名的字母直至开头的名称都已用完，阿尔法也成为有纪录以来第1个以希腊字母命名的热带气旋。10月20日，向风群岛附近海域形成第二十五号热带低气压，再于同月23日发展成热带风暴，达到最高强度后，气旋有所减弱，再于当天下午登陆多米尼加。系统穿越伊斯帕尼奥拉岛后减弱成热带低气压，于10月24日消散，其残留低气压被飓风威尔玛的大规模环流吸收。
阿尔法在伊斯帕尼奥拉岛降下倾盆大雨，贫困的海地受灾情况尤为严重。降雨引发洪灾和山体滑坡，夺走26条人命，其中海地占17人。多条道路封闭数周之久，数以百计的房屋被毁。

## 气象历史
10月20日，向风群岛附近有东风波发展。卫星图像显示，有低气压中心同东风波相连，在巴巴多斯附近形成并向西北偏西方向移动，其中的对流活动逐渐增多。由于所在洋面风切变很少，对流相应增长，位于波多黎各的多普勒气象雷达测得数据表明，系统中已有层次分明的气旋状环流。10月22日，低气压区在伊斯帕尼奥拉岛东南方向海域组织成第二十五号热带低气压。此后不久，卫星图像表明系统中已发展出闭合环流，关联的对流也已开始形成带状。当天晚上，低气压的组织结构已有显著改善，因此升级成热带风暴并获名“阿尔法”（Alpha），这也是美国国家飓风中心首次以希腊字母为北大西洋热带气旋命名。
阿尔法进入波多黎各的气象雷达覆盖范围，雷达数据显示气旋内已发展出类似风眼墙的特征。风暴沿亚热带高压脊的西南边缘移动，附近有飓风威尔玛的大规模环流，并受到威尔玛产生的强劲南向气流影响。阿尔法的环流覆盖面很小，而且正朝伊斯帕尼奥拉岛的山岭地区前进，美国国家飓风中心据此认为，气旋很快就会消散。10月23日，风暴达到最高强度，但很快就开始减弱。虽然雨带还有对流存在，但下层环流受到陆地的扰乱。阿尔法的层次结构也因此变得混乱，中心模糊不清，难以定位。
10月23日晚，阿尔法登陆伊斯帕尼奥拉岛，风速在陆上行进期间迅速降低。风暴登陆后逐渐减弱，强度降至热带风暴下限，接近热带低气压水平。气旋弱化的同时，还受到附近飓风威尔玛的强劲南向气流影响，导致难以确认系统中是否还有下层环流。不过，卫星图像显示伊斯帕尼奥拉岛以北的开放海域上空又发展出新的中心。次日，阿尔法降级成热带低气压，并重新进入开放水域。气旋很快发展出拉长的环流中心，表明系统还在继续减弱。10月24日，阿尔法的下层中心已完全消亡，只有小规模的对流活动继续存在。随着系统消散成残留低气压，美国国家飓风中心发布针对气旋的最后一份公布。残留低气压持续的时间也不长，于10月25日被飓风威尔玛的环流吸收。

## 防灾措施
10月22日，美国国家飓风中心向伊斯帕尼奥拉岛发布热带风暴警告，并向特克斯和凯科斯群岛和巴哈马东南部发出热带风暴观察预警，而且预警很快就升级成热带风暴警告。多米尼加共和国政府下令生活在可能爆发洪灾地区的至少3万居民疏散。10月22至23日，海地政府下令该国可能因热带风暴阿尔法产生降雨的地区进入一级警戒，之后又调整为二级警戒。海地此前已于10月8至19日间因飓风威尔玛过境遭受洪灾袭击，因此更多降水的威胁尤为严峻。该国中央气象局通过已有的各类媒体渠道发布天气公报，明确指示居民做好防范洪灾和泥石流的准备。东南省地方政府下令首府雅克梅勒予以疏散，国家中央政府调动国家警察、风险管理和灾害常设秘书处，以及公民保护局的人员和资源预先准备紧急行动中心。

## 影响
从技术上而言，阿尔法的环流是在多米尼加共和国的巴拉奥纳附近登陆，但受灾最严重的却是更为穷困的邻国海地。风暴袭击伊斯帕尼奥拉岛时产生的降雨量为101至201毫米之间，引发多起洪灾和山体滑坡。连接太子港和海地南部省的道路位于西部省大戈阿沃（Grand-Goave）境内路段封闭。距太子港不远的沿海城市莱奥甘有多座桥梁禁止车辆通行，只允许行人使用。马里戈特（Marigot）以东和雅克梅勒以西的多条河流水位上涨，导致道路封闭，热雷米到莱凯之间的主要公路也予封闭。海地其他地区还有多条主要公路因山体滑坡封闭，戈纳夫岛在经历严酷旱情之后又受到汹涌洪水的摧残，南贝尔有许多排水系统管道被冲毁。
海地的灾情主要局限在西部省、东南省和大湾省，该国共有17人遇难。大湾省有两人因河流泛滥溺毙，另两人在洪水期间触电身亡，其中一人是在太子港郊区卡勒富尔，另一人则是在南部小镇雅克梅勒；其他死者都是因该国多地的洪灾和山体滑坡导致。整个海地共有243套房屋被毁，另外191套受损。
多明尼加共和国共有9人丧生，其中有两名渔夫于风暴期间在海上失踪，另外7人则是在普拉塔港等地被河流溢出产生的洪水卷走。除此以外，多明尼加共和国的受灾情况总体很轻。
海地政府没有请求国际社会援助，但联合国驻海地稳定特派团、联合国开发计划署和海地红十字会在风暴来袭前就已在海地展开工作，并且继续在阿尔法过后承担部分救灾工作。面对洪灾，红十字会雅克梅勒地区分部额外发放了400份净水药片，11箱高能量饼干和10箱净身皂。

## 命名和纪录
飓风威尔玛之后，2005年大西洋飓风季的全部21个预先确定的风暴名称都已用完，接下来如果还有热带气旋达到热带风暴标准，则会以希腊字母命名，其中第1个就是“阿尔法”。1972年时，曾有过一场亚热带风暴以阿尔法命名，但2005年则是首次有热带天气系统以阿尔法命名。
气象机构原以为阿尔法是本季第22场获得命名的风暴，打破1933年大西洋飓风季保持的21场纪录。但飓风季过后的重新分析结果表明，10月4日还曾有过1场此前未发现的亚热带风暴，这样阿尔法就成为本季第23场风暴。此外，阿尔法还是第一场在风暴名称用完后以希腊字母命名的热带风暴。